# Astragalus lupulinus
Astragalus lupulinus är en ärtväxtart som beskrevs av Pall.. Astragalus lupulinus ingår i släktet vedlar, och familjen ärtväxter. Inga underarter finns listade i Catalogue of Life.